# Tokamak de Fontenay-aux-Roses
Le Tokamak de Fontenay aux Roses (TFR) est le premier tokamak français. Mis en service de 1973 à 1986 à Fontenay-aux-Roses dans les Hauts-de-Seine par le Commissariat à l'énergie atomique et aux énergies alternatives, ce centre de recherche expérimentale était à l'époque et jusqu'en 1976 le tokamak le plus puissant au monde. Le physicien Paul-Henri Rebut en dirigea la conception.
Le tokamak de Tore Supra à Cadarache lui succéda en 1988. 